# Wawawa
Wawawa è un singolo del produttore musicale statunitense Y2K, pubblicato l'11 dicembre 2020.

## Descrizione
Il singolo vede la collaborazione del rapper canadese bbno$.

## Video musicale
Il video musicale è stato pubblicato sul canale YouTube di bbno$ in concomitanza con l'uscita del brano.

## Tracce
Testi e musiche di Alexander Leon Gumuchian, Ari Starace.
1. Wawawa – 3:00